# 丸野一樹
丸野 一樹（まるの かずき、1991年（平成3年）8月5日 - ）は、京都府京都市伏見区出身の競艇選手。登録番号4686。身長166cm。血液型A型。109期。滋賀支部所属。
師匠は吉川昭男。同期に永井彪也（東京支部）、大上卓人（広島支部）、島村隆幸（徳島支部）らがいる。弟子は130期の藤原仙二。

## 来歴
- 2011年11月6日、びわこ競艇場での近江戦国絵巻シリーズ第4戦初日第1Rでデビュー。1号艇にA級がいるシード番組だったにもかかわらず、6コースからトップSのまくりを決め初勝利。初戦で水神祭という鮮烈なデビューを飾った[1]。
- 2015年5月、びわこ競艇場での近江牛カップで初優出（6号艇6コース、3着）。
- 2016年4月、津競艇場でのG1つつじ賞王座決定戦でG1初出場（3号艇3コース、6着）。
- 2016年5月、三国競艇場でのさつき第一戦で初優勝（1号艇1コース、決まり手は逃げ）。
- 2016年9月8日、宮島競艇場でのG1宮島チャンピオンカップでG1初勝利。
- 2016年9月25日、常滑競艇場でのG1ヤングダービー競走でG1初優出（6号艇6コース、6着）。
- 2019年8月6日、びわこ競艇場において開催された開設67周年記念競走で優勝、初のG1を獲得（3号艇3コース、決まり手はまくり）。この優勝により、2020年3月17日から平和島競艇場において開催されるSG第55回総理大臣杯の優先出走権を獲得している。
- 2020年1月28日、唐津競艇場において開催された開設66周年記念競走で2度目のG1優勝。（4号艇4コース、決まり手はまくり差し）。井口佳典、白井英治、湯川浩司、桐生順平と、SG覇者4人を相手に大金星を挙げた。
- 2021年1月17日、尼崎競艇場において開催された開設68周年記念競走で初のG1予選トップ通過を決め、準優勝戦・優勝戦共に逃げて優勝。3度目のG1タイトルを獲得した。
- 2021年8月29日、蒲郡競艇場でのSGモーターボート記念競走でSG初優出（6号艇6コース、5着）。
- 2021年12月14日から住之江競艇場で開催されたSG賞金王決定戦に平成生まれの選手として初めて出場。トライアル1st・2ndを勝ち上がって優出を果たしたが、1Ｍで1号艇の峰竜太がターンマークに当たって転覆（妨害失格）。2号艇丸野、3号艇平本真之、6号艇毒島誠も乗り上げて転覆した。4艇の転覆により3連単、3連複は不成立。優勝戦の売り上げ42億7752万6800円のうち、41億1426万3700円が返還となり、競艇史上最高の返還額となった。

## 人物・エピソード
- 京都府立桃山高等学校では野球部に所属していたが、この時びわこ競艇場でレースを見てボートレーサーになることを決意。受験のために2ヶ月で17kgもの減量を行ったが、筋肉も一緒に落ちてしまったため一度目は不合格[2]。2度目の受験で合格し、やまと学校（現・ボートレーサー養成所）に入学した[3]。
- 2017年、近畿地区代表として全国トップルーキーに選出される[4]。
- 2017年9月13日、ミス東スポなどを務め、競艇と競艇選手のファンである元女優の藤井奈々と、10か月の交際を経て電撃結婚[5]。同年11月19日に挙式を行った[6]。
- 競艇選手としてのトレーニングの一環でパーソナルトレーナーの勉強を始め、2020年には全米スポーツ医学アカデミー（英語版）が認定するパーソナルトレーナーの資格「NASM-CPT」を取得[7]。2021年現在はYouTubeの個人チャンネル「マルトレch」や、自らがアンバサダーを務めるジム「MARUNO Conditioning Gym」を運営している。

## 獲得タイトル
PGI
- 第3回ボートレースバトルチャンピオントーナメント競走（BBCトーナメント）（2021年・鳴門競艇場）

G1
- 開設67周年記念 G1びわこ大賞（2019年・びわこ競艇場）
- 全日本王者決定戦（開設66周年記念）（2020年・唐津競艇場）
- 尼崎センプルカップ（開設68周年記念）（2021年・尼崎競艇場）
- 読売新聞社杯全日本覇者決定戦開設68周年記念競走（2021年・若松競艇場）
- 大渦大賞開設69周年記念競走（2022年・鳴門競艇場）
- 徳山クラウン争奪戦開設71周年記念競走（2024年9月29日・徳山競艇場）
- 浜名湖賞 開設71周年記念 静岡県知事杯争奪戦（2024年10月8日・浜名湖競艇場）
- 全日本王者決定戦 開設72周年記念（2025年6月10日・唐津競艇場）

G2
- モーターボート大賞～地区代表戦～（2024年9月7日・三国競艇場）